# Siergiej Aksionow
Siergiej Walerjewicz Aksionow (ros. Сергей Валерьевич Аксёнов, ukr. Сергій Валерійович Аксьонов, Serhij Wałerijowycz Aksionow; ur. 26 listopada 1972 w Bielcach, Mołdawska SRR, ZSRR) – polityk Republiki Autonomicznej Krymu narodowości rosyjskiej, przewodniczący partii Russkoje Jedinstwo (ros. Русское Единство, Rosyjska Jedność), dążącej do przyłączenia Półwyspu Krymskiego do Rosji. Partia ta uzyskała poparcie 4 procent wyborców i 3 mandaty w parlamencie Krymu (na 100).
Od 27 lutego 2014 roku samozwańczy premier Republiki Autonomicznej Krymu. W czasie „nominacji” Rada Najwyższa Republiki Autonomicznej Krymu była zajęta przez rosyjskich żołnierzy. Według rosyjskiej i ukraińskiej prasy Aksionow był od połowy lat 90. XX wieku członkiem, odpowiedzialnej m.in. za szereg morderstw, krymskiej mafii „Salem” ps. „Goblin”, której nazwa pochodzi od lokalu „Salem Cafe”, znajdującego się w centrum Symferopola. W 1995 r. około 40 żołnierzy krymskiej mafii zalegalizowało swój majątek i wkroczyło do lokalnej polityki. Aksionow z mafii przeszedł do biznesu, budując pozycję lokalnego oligarchy i w 2008 r. zaczął działać w lokalnej polityce od razu zajmując ważne miejsce w środowisku proputinowskich Rosjan krymskich.
W 2010 r. przestępczą przeszłość Aksionowa ujawnił wiceprzewodniczący krymskiego parlamentu Michaił Bacharew. Aksionow wytoczył mu proces i wygrał, ale sąd drugiej instancji unieważnił ten wyrok.
Powołanie Aksionowa na urząd premiera zostało uznane za nielegalne przez władze Ukrainy. 5 marca 2014 roku Szewczenkowski Sąd Rejonowy Kijowa wydał postanowienie aresztowania Siergieja Aksionowa oraz Władimira Konstantinowa przez Służbę Bezpieczeństwa Ukrainy.
W wyniku aneksji Krymu 17 marca 2014 roku m.in. Siergiej Aksionow i Władimir Konstantinow znaleźli się na liście osób objętych sankcjami przez Unię Europejską, Kanadę, oraz Stany Zjednoczone. Aktywa Aksionowa w tych krajach zostały zamrożone i ma do nich zakaz wjazdu.

## Odznaczenia
- Medal „Za powrót Krymu” – Rosja, 2014[10]